# تركي سفياني
تركي سفياني لاعب كرة قدم سعودي من مواليد 1992

## بداياته
تدرج في نادي النصر ، في جميع الفئات إلى ان وصل للفريق الأول ووقع عقد احترافي لمدة 3 سنوات مع النصر في عام 2014 م.

### مع الفريق الأول
تم تصعيده في نهاية الموسم 2014 للفريق الأول و أعاره النصر في موسم 2014/2015 إلى نادي العروبة السعودي و تعرض في بداياته مع العروبة إلى إصابة في الرباط الصليبي أبعدته عن العروبة أغلب الموسم .

### مميزاته
يمتاز اللاعب تركي سفياني بالسرعة و المراوغة .

### تنقلاته
إنتقل إلى الاتفاق عام 2015 و لكنه لم يشارك و تمت إعارته إلى نادي النهضة عام 2017 و في نهاية عام 2017 وقع مع نادي الوشم و انتقل إلى القادسية في عام 2019 و لم يلعب معهم و وقع بعدها مع نادي الثقبة ونادي الخليج ونادي الساحل ونادي الرياض ونادي العين.

## الحياة الشخصية
هو شقيق اللاعب ربيع سفياني.

## روابط خارجية
- تركي سفياني على موقع قاعدة بيانات كرة القدم.إي يو (الإنجليزية)
- تركي سفياني على موقع Soccerway.com (الإنجليزية)